# José Alberto
 (avril 2024).
Si vous disposez d'ouvrages ou d'articles de référence ou si vous connaissez des sites web de qualité traitant du thème abordé ici, merci de compléter l'article en donnant les références utiles à sa vérifiabilité et en les liant à la section « Notes et références ».
José Alberto Justiniano (né le 22 décembre 1958 à Saint-Domingue) est un chanteur dominicain de salsa.
Un DJ new-yorkais[Qui ?] l'a surnommé « El Canario » (« Le Canari ») pour louer sa faciliter à improviser et son incroyable capacité à imiter la flûte en sifflant.

## Biographie

### Jeunesse et débuts avec Tipica 73
À sept ans, sa famille et lui élisent domicile à Porto Rico. Il prend ses premiers cours de musique, encouragé par sa mère danseuse. À l'adolescence, il s’établit avec sa famille à New York. Il commence sa carrière de musicien en tant que batteur dans un groupe de rock puis se tourne vers les percussions latines, en jouant dans des petits groupes à l’audience confidentielle (notamment Chorolo y su Combo et Sonora del Caribe),. En 1974 il sort un premier 45 tours avec le César Nicolas Orquestra.
En 1975, il intègre l’orchestre du fils de Tito Rodríguez (Tito Rodriguez Junior), avec lequel il enregistre son 1er album, Curious ? En 1977, apprenant que Camilo Azuquita a l’intention de quitter le groupe Típica 73, il rencontre Sonny Bravo (pianiste et directeur du groupe), qui le fait débuter comme chanteur le 3 octobre 1977 au Corso nightclub, avec la dure tâche de succéder à des chanteurs aussi illustres qu’Adalberto Santiago et Tito Allen. Pour pallier tout départ d’un chanteur, le groupe n’aura pas un seul, mais deux chanteurs. C’est pourquoi Camilo Azuquita (juste avant son départ pour la France) et José Alberto font un premier album ensemble : Salsa encendida (1978). D’autres chanteurs rejoignent ponctuellement le groupe comme Tempo Alomar, Rafael de Jesus et Lalo Rodríguez. 
Salsa encendida est un grand succès avec des chansons telles que Baila que baila (que José Alberto réenregistre en 1994 dans sa carrière solo), Los Campeones de la salsa (écrite par Louie Ramírez), Somos Dos (con la mayor elegancia) (chantée avec Azuquita, seul duo de l’histoire de la Tipica 73). En 1979, le groupe part à Cuba enregistrer l’album En Cuba. Intercambio cultural (1979), rencontre des musiciens de Porto Rico, Saint-Domingue, New York et Cuba (ce qui n’était pas aisé en raison du climat politique entre Cuba et les États-Unis). Il enregistre deux autres albums avec la Tipica 73 : Charangueando en 1980 et Into the 80s en 1981. 

### Participations et carrière solo
Il quitte le groupe à la suite des conséquences de l’enregistrement à Cuba : en effet, à leur retour à New York plus personne ne veut les engager, les radios refusent de diffuser leurs disques, ils sont victimes de la censure, voire de persécutions (à cause du boycott américain à l’encontre de Cuba et de quelques extrémistes). En 1982, il devient l’un des chanteurs de Noche Caliente produit par Louie Ramírez, album comportant des reprises de ballades romantiques arrangées en salsa. Il signe ensuite un contrat avec Audiorama Records et devient chanteur de son propre orchestre José Alberto « el canario » y su orquesta le 16 juin 1983 au Club Broadway. Après quoi il fait 3 albums avec le label Sono Max : Tipicamente (1984), Canta Canario (1985), Latin Style (1985). En 1989 sort Salsa con El Canario, compilation des trois albums précédents.
En 1986, Ralph Mercado qui vient de créer son propre label (RMM comme Ralph Mercado Management et Ritmo Mundo Musical) demande à José Alberto de le rejoindre, ce qu’il fait en 1988. Le premier album Sueño contigo devient disque d'or et lui confère un succès international et le fait devenir un des grands noms de la salsa. Toujours en 1988 avec son groupe, il accompagne Celia Cruz en Grande-Bretagne. C’est le début d’une longue collaboration entre les deux artistes. Celia Cruz lui ouvrira bien des portes ; il va jusqu’à l’appeler sa « mère » ou sa « marraine ».
L’album suivant, Mis amores (1989) est lui aussi disque d'or. José Alberto part en tournée en Europe et en Amérique latine et reçoit le prix du meilleur showman au New York Salsa Festival. Il sort ensuite l’album Dance With Me (1991) sur lequel il chante pour la 1re fois en anglais et où il fait un duo Amor de Villa avec Sergio Vargas, alors jeune star dominicaine de merengue.

### Depuis les années 1990
En plus de ses propres albums, il participe à diverses compilations comme celle de Tito Puente 100th LP - El Numéro cien (1991). Album qui deviendra disque de platine. En 1992, il sort encore un album, Llego la hora''. En 1993, il remporte l’ACE (American Cable Excellence) dans la catégorie « meilleur groupe tropical local » et part en tournée internationale où il retrouve sur scène Celia Cruz et Tito Puente, entre autres. Il participe au disque Combinación perfecta (1993), où il chante avec Oscar D'León le duo Llego el sabor. Il enchaîne les albums De pueblo y con clase (1994) - où on retrouve une version remodelée et plus actuelle de Baila que baila- et On Time (1995) sur lequel il fait un duo avec Célia Cruz. On trouve aussi sur ce dernier album, le fameux A la hora que me llamen voy, reprise du groupe cubain Original de Manzanillo.
Les compilations s’enchaînent aussi. Il chante sur RMM's European Salsa Explosion enregistré au Midem à Cannes en février 1995. Il chante sur l'album RMM Tropical Tribute to the Beatles (1996) la reprise en espagnol de And I Love Her (Mi Gran Amor le Di), version bachata. Il chante Recordando a Selena (1996), et participe à l’album Back to the Mambo / Tribute to Machito (1997) avec d’autres invités vedettes comme Tito Puente et Dave Valentin. RMM sort José « El Canario » Alberto : Greatest Hits à l'occasion du 10e anniversaire du label. Un concert est aussi organisé à cette occasion au Continental Arena de Cape Wrath dans le New Jersey le 30 août 1997. José Alberto et Dave Valentin y chantent La Paella.
En 1997 il participe au 22e Festival de Salsa de New York. RMM sort une nouvelle compilation : Mis mejores canciones’98. RMM avait beaucoup grandi et ne lui accordait pas toute l’attention qu’il avait lorsqu’il était le premier artiste à signer avec Ralph Mercado. C’est pourquoi en 1999 il rejoint le label RykoLatino. 
Il produit lui-même son nouvel album, Herido, sur lequel on retrouve d’anciennes ballades retravaillées dont : Me dejo picao : un morceau dédié à son ex-femme Heidi (ex- parce que d’une jalousie extrême…) ; Enamorado de mi païs : un merengue en hommage à la République dominicaine qu’il n’avait pas eu l’occasion d’enregistrer avec RMM ; Clavado  en un bar : reprise du succès du groupe mexicain de rock Maná ; Déjate querer (que Willy Chirino reprendra en version merengue), Flor de la canela : un classique péruvien.
L’objectif actuel de José Alberto est de toucher un public nouveau. Il sort : Diferente (2001) sur lequel il invite : Jimmy Bosch, Nelson Gonzalez, Alfredo de La Fé, Hector « Bomberito » Zarzuela, Isidro Infante, Papo Lucca, Eddy Zervigon, Ricky Gonzalez, Cuco Valoy, Nelson Hernandez et Jerry Medina. José Alberto est différent : il chante un boléro, mais aussi Fatimata, une chanson en français, reprise de Sam Mangwana, en accord avec son nouvel objectif de conquérir le public européen dont il dit que c’est l’avenir de la salsa.
Son album Then and Now sort en 2004.

## Discographie
- 1983 : Tipicamente
- 1990 : Sueño Contigo (RMM Records)
- 1990 : Mis Amores (RMM Records)
- 1991 : Dance With Me (RMM Records)
- 1992 : Llegó La Hora (RMM Records)
- 1994 : De Pueblo y con clase (RMM Records)
- 1995 : On Time (RMM Records)
- 1997 : Back to the Mambo / Tribute to Machito (RMM Records)
- 1998 : Mis mejores canciones (RMM Records)
- 1999 : Herido (Heartbreak) (Ada Global)
- 2002 : Diferente
- 2004 : Then and Now (Pina Records)
- 2011 : Original (Los Canarios Records)
- 2014 : Romántico y Rumbero (Los Canarios Records)